# Kupfermoorbach
Der Kupfermoorbach ist ein 11⁄4 km langer Bach im Gemeindegebiet von Untermünkheim im Landkreis Schwäbisch Hall im nordöstlichen Baden-Württemberg. Er entfließt dem Kupfermoor und mündet nach etwa ostnordöstlichem Lauf von links in die obere Kupfer.

## Geographie

### Verlauf
Der Kupfermoorbach ist der alleinige Abfluss des Kupfermoores. Er entsteht auf etwa 377 m ü. NHN in diesem Naturschutzgebiet am Rand der offenen Seefläche des Moores und fließt zunächst etwa ostwärts. Nach gut hundert Metern verlässt er dabei das Schutzgebiet und läuft nun in einem schnurgerade gezogenen, kahlen Graben neben einem Feldweg.
Den Weg weiter begleitend, wendet er sich auf mehr und mehr nordöstlichen Lauf zwischen Äckern, bis er für etwa 300 Meter unterirdischen Laufs in ein Drainagerohr eintritt. Wenige Schritte vor seiner Unterquerung der Bahnstrecke Crailsheim–Heilbronn fließt er wieder offen und ostwärts. Auf seinem letzten Viertelkilometer jenseits der Bahntrasse läuft er weiterhin in einem Graben, der aber nunmehr Ansätze zu pendelndem Lauf zeigt und von einem Feldgehölz umgeben ist.
Der Bach fließt schließlich auf 367,8 m ü. NHN von links in die Kupfer ein, die dort selbst erst etwa 2 km lang ist und ca. 0,8 km südsüdöstlich und oberhalb des Ortsrandes von Untermünkheim-Kupfer eben das Ende ihrer Oberlauf-Rechtswendung auf künftig nordwestlichen Lauf erreicht hat.
Der Kupfermoorbach mündet nach 1,3 km langem Lauf mit mittlerem Sohlgefälle von etwa 7 ‰ rund 9 Höhenmeter unterhalb seines Moorursprungs.

### Einzugsgebiet
Der Kupfermoorbach hat ein etwa 0,9 km² großes Einzugsgebiet, das naturräumlich in der Kupferzeller Ebene und Kocheneck liegt, einem Unterraum der Westlichen Hohenloher Ebene innerhalb der Hohenloher und Haller Ebene, in westlichen Randlage zum Unterraum Waldenburger Berge des Nachbarnaturraums Schwäbisch-Fränkische Waldberge. Der höchste Punkt darin liegt an seiner Westspitze auf etwa 400 m ü. NHN an einem Waldspornausläufer des benachbarten Berglandes. Auf reichlich einem Viertel des Gebietes im Westen steht Wald um das Kupfermoor herum, im übrigen offenen Gebiet wird fast nur Ackerbau betrieben. Es gibt keinen Siedlungsplatz im Gebiet, das größtenteils in der Übrigshausener Teilgemarkung der Gemeinde Untermünkheim liegt, der größere Teil des Waldes westlich des Kupfermoores liegt jedoch in der Stadtteilgemarkung Gailenkirchen von Schwäbisch Hall.
Im Nordwesten grenzt das Einzugsgebiet des Baches aus der Eselsklinge an, im Norden dann kurz auch das des Beltersroter Bachs, der diesen Klingenbach aufnimmt und selbst unterhalb des Kupfermoorbachs in die Kupfer einfließt. Im Süden und Südosten konkurriert der Sperbersbach, einer der Oberläufe des Dobelbachs, der in Untermünkheim und damit weit oberhalb der Kupfer ebenfalls in den Kocher entwässert.

## Geologie
Der Kupfermoorbach läuft über seine gesamte Länge in Schichthöhe des Lettenkeupers (Erfurt-Formation). Die niedrigen Hügel westlich des Kupfermoors und beidseits des Oberlaufs liegen dagegen im Gipskeuper (Grabfeld-Formation) darüber. Das Kupfermoor umfasst Niedermoortorfe und unmittelbar um den Lauf liegt ein holozänes Schwemmlandband.

## Natur und Schutzgebiete
Das Kupfermoor am Bachanfang ist als 3,7 ha großes Naturschutzgebiet ausgewiesen. Es ist gegenüber seiner früheren natürlichen Ausdehnung durch schon lange eingestellten Torfabbau verkleinert. Der eher Graben zu nennende abfließende Bach zeigt deutlich den menschlichen Eingriff, er hat erst am untersten Lauf nach der Querung der Bahnlinie naturnahen Uferbewuchs. Eine ältere topographische Karte zeigt noch einen weiteren, bald in den Kupfermoorbach mündenden Abfluss des Moores sowie zwei unbeständige Zuflüsse des Baches kurz vor der Bahnlinie, von denen aber heute in der flurbereinigten Landschaft mit großen meist Feldstücken nichts mehr zu erkennen ist.

### LUBW
Amtliche Online-Gewässerkarte mit passendem Ausschnitt und den hier benutzten Layern: Lauf und Einzugsgebiet des Kupfermoorbachs

Allgemeiner Einstieg ohne Voreinstellungen und Layer: Daten- und Kartendienst der Landesanstalt für Umwelt Baden-Württemberg (LUBW) (Hinweise)
1. 1 2  Höhe nach dem Höhenlinienbild auf dem Hintergrundlayer Topographische Karte.
2. ↑  Höhe nach grauer Beschriftung auf dem Hintergrundlayer Topographische Karte.
3. ↑  Länge nach dem Layer Gewässernetz (AWGN).
4. ↑  Einzugsgebiet abgemessen auf dem Hintergrundlayer Topographische Karte.
5. ↑  Schutzgebiete nach den einschlägigen Layern, Natur teilweise nach dem Layer Geschützte Biotope.

### Andere Belege
1. ↑  Wolf-Dieter Sick: Geographische Landesaufnahme: Die naturräumlichen Einheiten auf Blatt 162 Rothenburg o. d. Tauber. Bundesanstalt für Landeskunde, Bad Godesberg 1962. → Online-Karte (PDF; 4,7 MB)
2. ↑  Geologie nach den Layern zu Geologische Karte 1:50.000 auf: Mapserver des Landesamtes für Geologie, Rohstoffe und Bergbau (LGRB) (Hinweise)
3. ↑  Frühere Zuflüsse nach:
  - Meßtischblatt 6824 Hall von 1930 in der Deutschen Fotothek